# Província de Ñuflo de Chávez

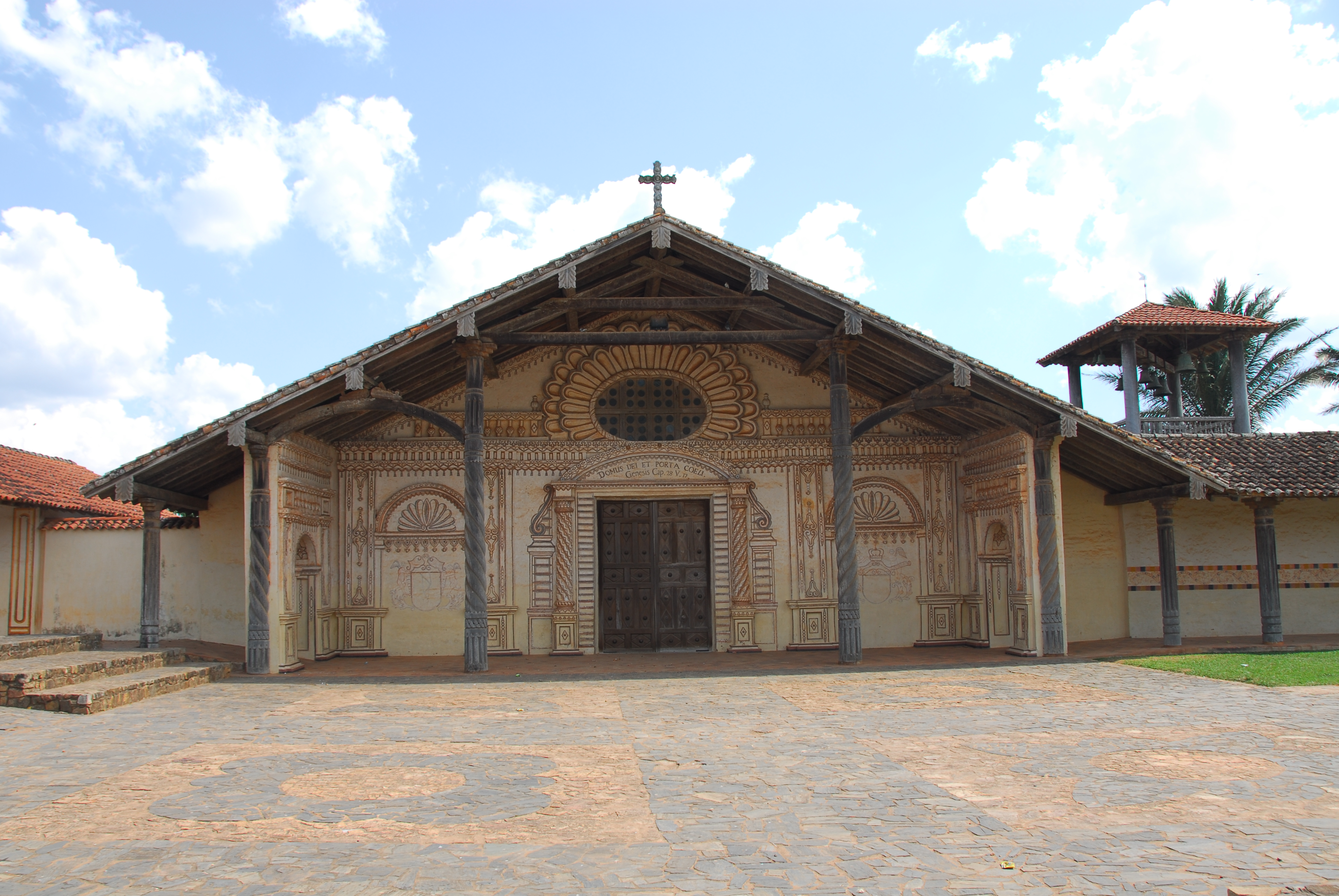
Església de San Javier.

La província de Ñuflo de Chávez és una de les 15 províncies del Departament de Santa Cruz a Bolívia. Està dividida administrativament en sis municipis: Concepción (la capital), San Javier, San Julián, San Ramón, Cuatro Cañadas i San Antonio de Lomerío.
La província va ser creada el 1915, durant la presidència d'Ismael Montes, i rep el nom del conqueridor espanyol Ñuflo de Chaves. Inicialment formava part de la província de Chiquitos.